# 4389 Durbin
A 4389 Durbin (ideiglenes jelöléssel 1976 GL3) a Naprendszer kisbolygóövében található aszteroida. Nyikolaj Sztyepanovics Csernih fedezte fel 1976. április 1-én.